# Eris rufa
Eris rufa är en spindelart som först beskrevs av Koch C.L. 1846.  Eris rufa ingår i släktet Eris och familjen hoppspindlar. Inga underarter finns listade i Catalogue of Life.